# Charles-Edmond Duponchel
Pour les articles homonymes, voir Duponchel.
Ne doit pas être confondu avec Henri Duponchel.
Charles-Edmond Duponchel, né le 7 avril 1804 à Paris et mort le 13 février 1864 dans le 10e arrondissement de Paris, est un officier expert-comptable militaire français, qui a participé à l'expédition d'Espagne de 1823 et servi en Algérie. Il a en outre étudié l'architecture.
Il a souvent été confondu par les écrivains postérieurs avec son contemporain Henri Duponchel, à une époque, directeur de l'Opéra de Paris.

## Biographie
Charles-Edmond Duponchel était l'un des trois fils de Marie-Joseph-Désirée Ravet et de l'entomologiste Philogène Auguste Joseph Duponchel.
En 1823, il étudie l'architecture à l'École des Beaux-Arts avec Léon Vaudoyer.
Devenu officier il participe à l'expédition d'Espagne, puis à celle d'Alger après 1830, avant de devenir expert comptable.
Le 26 décembre 1855, en reconnaissance de sa carrière militaire, il est nommé chevalier de la Légion d'honneur.
En 1860, Edmond Duponchel a signé plusieurs études et projets relatifs à la relocalisation de l'Opéra de Paris, dans lesquels il explique son raisonnement et mentionne que pour des conseils pratiques, il était allé voir « M. Duponchel [i.e. Henri Duponchel, son homonyme], ancien directeur de l'Opéra et certainement l'homme le plus compétent en ce moment dans les questions relatives à la construction du théâtre, estimant qu'il est en même temps, un grand administrateur et un grand artiste », auquel ces documents et la qualité d'architecte ont été par la suite par erreur attribués.
Il a également préparé des documents traitant de la question algérienne et des propositions de caserne pour accueillir les troupes, qui ont également été attribuées à Henri Duponchel.
Il lui est parfois attribué la participation à la composition et à la rédaction en 12 volumes de la Nouvelle Bibliothèque des voyages Anciens et modernes contenant la relation complète et analysée des voyages de Christophe Colomb, Fernand Cortez... préfacée en 1841 par son frère cadet Auguste Duponchel (1811-1846), médecin-chef de l'École Polytechnique.